# 角宿增四
室女座80，又名BD-04 3515，HD 118219、SAO 139428、HR 5111，是室女座的一颗恒星，视星等为5.73，位于銀經322.71，銀緯55.77，其B1900.0坐标为赤經13h 30m 19s，赤緯-4° 55.77′ 13″。